# مالک الجزیری
 مالک الجزیری (انگلیسی: Malek Jaziri؛ زادهٔ ۲۰ ژانویهٔ ۱۹۸۴) یک تنیس‌باز اهل تونس است.